# آنیتا سارکیسیان
آنیتا سارکیسیان (ارمنی: Անիտա Սարգսյան; انگلیسی: Anita Sarkeesian؛ زادهٔ ۱۹۸۳) یک وبلاگ‌نویس، منتقد رسانه‌ای، و روزنامه‌نگار ارمنی‌تبار اهل کانادا- ایالات متحده آمریکا است. وی بنیان‌گذار وبگاه «Feminist Frequency» می‌باشد. سارکیسیان از منتقدان بازی‌های ویدئویی است.
وی برنده جایزه سفیر در سال ۲۰۱۴ شد.